# Charles Pellat

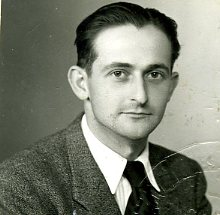
Charles Pellat, 1944

Charles Pellat (* 28. September 1914 in Souq Ahras, Algerien; † 28. Oktober 1992) war ein französischer Arabist und Lexikograph.
Er war Professor für Arabisch am Collège Louis Le Grand (1947–1951), an der École des langues orientales (1951–1956) und an der Sorbonne (1956–1978) und seit 1984 Mitglied der Académie des inscriptions et belles-lettres.
Er war einer der Herausgeber der Encyclopaedia of Islam.
Er übersetzte mehrere Werke von al-Dschāhiz (777–869) ins Französische, darunter die Werke Le livre des avares, Livre des mulets und das ihm zugeschriebene Le livre de la couronne.
Seine Übersetzungen bildeten die Grundlage für die Übersetzung ins Deutsche in dem Sammelband Arabische Geisteswelt.

## Werke
- La Littérature arabe des origines à l’époque de la dynastie umayyade : leçons professées en arabe / Carlo-Alfonso Nallino. Trad. franç. par Charles Pellat d’après la version ital. de Maria Nallino / Carlo-Alfonso Nallino. – Paris : Maisonneuve, 1950
- Le livre des avares / ʿAmr Ibn-Baḥr al-Ǧāḥiẓ. – Paris: Maisonneuve, 1951 (Islam d’hier et d’aujourd'hui ; 10) (Kitāb al-buhalā', franz.)
- L’arabe vivant. Mots arabes groupes d’apres le sens et vocabulaire fondamental de l’arabe moderne. Paris 1952.
- Langue et littérature arabes / Charles Pellat. – Paris : Colin, 1952
- Le milieu baṣrien et la formation de Ǧāḫiẓ / Charles Pellat. – Paris : Adrien-Maisonneuve, 1953
- Le Livre de la couronne / al-Ǧāḥiẓ". – Paris : Société d’édition "Les belles lettres", 1954
- Le Kitāb at-tarbīʿ wa-t-tadwīr de Ğāḥiẓ / Jāḥiẓ. – Damas : Institut franc̜ais de Damas, 1955
- Textes berbères dans le parler des Ait Seghrouchen de la Moulouya / Charles Pellat. – Paris : Larose, 1955
- Livre des mulets / Abū-ʿUthmān ʿAmr Ibn-Baḥr al Jāḥiẓ. – Le Caire : Muṣṭafā al-Bābī al-Ḥalabī, 1955 (Bibliothèque Jàhizienne)
- Introduction a l’arabe moderne / Charles Pellat. – Paris: Librairie D’Amerique et D’Orient, Adrien-Maisonneuve, 1961
- Le calendrier de Cordoue / Abu-'l-Ḥasan ʿArīb Ibn-Saʿd al-Kātib al-Qurṭubī. – Nouv. éd. du premier impr. 1873. – Leiden : Brill, 1961
- L’arabe vivant. Mots arabes groupés d’après le sens et vocabulaire fondamental de l’arabe moderne / Charles Pellat. – Paris : Adrien-Maisonneuve, 1966
- Arabische Geisteswelt. Ausgewählte und übersetzte Texte von Al-Gahiz (777-869) [ʿAmr Ibn-Baḥr/al-Gāḥiẓ]. Unter Zugrundelegung der arabischen Originaltexte aus dem Französischen übertragen von Walter W. Müller. Zürich und Stuttgart. Artemis Verlag. 1967 (Bibliothek des Morgenlandes)
- Introduction a l’arabe moderne. Paris, J. Maisonneuve, 1974.
- Actes du XXIXe Congrès ... / Langue et littérature : Vol. 1–3 / Charles Pellat. – 1975
- Dictionnaire arabe-français-anglais / T. 3 / Ǧasaʿa-Ḥadā / Régis Blachère. – 1976
- Etudes sur l’histoire socio-culturelle de l’Islam, VIIe-XVe s. / Charles Pellat. – London : Variorum reprints, 1976.
- Conseilleur du calife / Ibn al-Muqaffaʿ. – Paris : G.-P. Maisonneuve et Larose, 1976
- Textes arabes relatifs à la dactylonomie / Charles Pellat. – Paris: Maisonneuve & Larose, 1977
- Cinq calendries égyptiens / Charles Pellat. – Caire : Inst. français d’archéologie orientale, 1986
- Dictionnaire arabe-français-anglais / T. 4 / Ḥḏḥḏ – Ḥṣwy / Moustafa Chouémi. – 1988
- Pellat, C./Schmitt, A.: Liwât by Charles Pellat. Anonymously published in The Encyclopaedia of Islam, annotated by Arno Schmitt, in: Schmitt, A./Sofer, Jehoeda (Hg.): Sexuality; Eroticism Among Males in Muslim Societies, 1995.